# Mikaelikyrkan, Skärholmen
Mikaelikyrkans församling är en frikyrkoförsamling med centrum i Skärholmen, i sydvästra delen av Stockholms kommun. Mikaelikyrkan är medlem i Equmeniakyrkan. Mikaelikyrkan är församlingens egen kyrka.
Mikaelikyrkan hyr även ut lokaler till bland annat en Kaldeisk katolsk församling. Församlingen tillhör Kaldeisk-katolska kyrkan vilken är en av Katolska kyrkans Orientaliska katolska kyrkor. Kaldeiska katolska församlingen anordnar i Mikaelikyrkan huvudsakligen sina egna gudstjänster och samlingar.

## Historia
Ett Missionshus i Årstadal invigdes 1883. Detta följdes cirka 1950 - 1967 av Missionskyrkan Sankt Markus i Midsommarkransen (som numera heter Jungfru Maria och Sankt Paulus kyrka och tillhör Koptisk-ortodoxa kyrkan i Sverige).

## Mikaelikyrkan

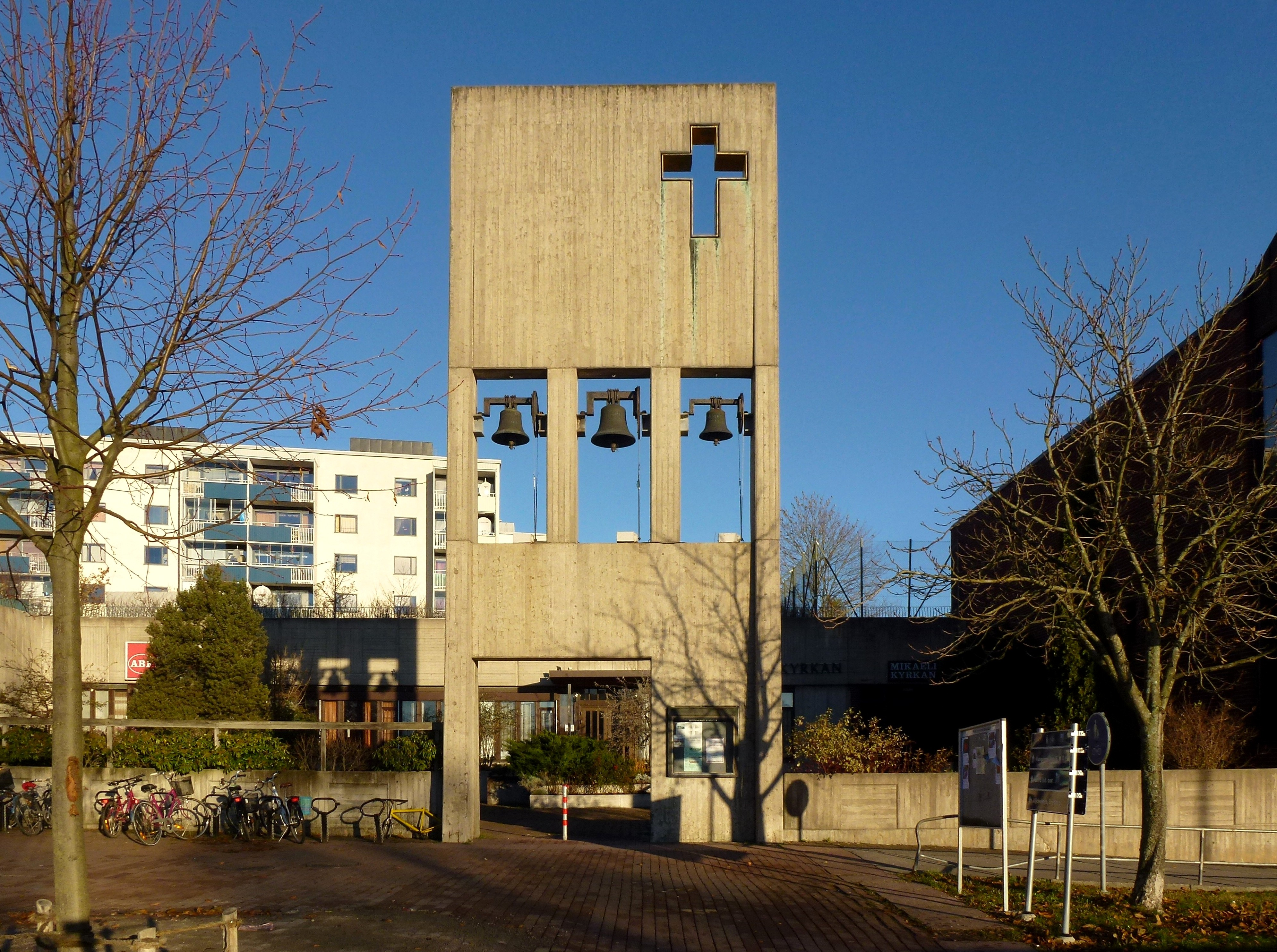
Mikaelikyrkans klockstapel.

Mikaelikyrkan är en kulturhistoriskt värdefull kyrka som är ritad av arkitekt Ingemar Hultman. Kyrkans första del invigdes 1967 och byggnadenn slutfördes 1972.
Kyrkbyggnaden är uppförd i tegel och betong och även kyrksalen har tegelväggar. Kyrkan är utsmyckad med modern, tidstypisk konst från byggnadsåren.
Utanför kyrkan står en klockstapel i form av en fristående betongvägg, längst upp i betongskivan har ett kors skurits ut från väggen. Längre ned finns tre kyrkklockor som är stämda i terstakt, C - Diss - F från storklockan till lillklockan räknat. Meningen är att kyrkklockorna skall bilda en treklang som påminner om den kristna treenigheten och grunden för församlingens verksamhet. Klockstapeln är ritad av arkitekt Axel Grönwall. 